# المقاند السفلى (العدين)

تعديل مصدري - تعديل

المقاند السفلى محلة تابعة لقرية مقاند، التابعة لعزلة الوادي بمديرية العدين إحدى مديريات محافظة إب في الجمهورية اليمنية.، بلغ تعداد سكانها 181 حسب تعداد اليمن لعام 2004.